# Piet van der Velden
Pieter van der Velden, detto Piet (Amsterdam, 5 settembre 1899 – Amsterdam, 2 aprile 1975), è stato un pallanuotista olandese.
Ha fatto parte dei Paesi Bassi che ha partecipato ai Giochi di Anversa 1920.